# Arijanet Muric
Arijanet Anan Muric (Schlieren, Zúrich, Suiza, 7 de noviembre de 1998) es un futbolista kosovar que juega de portero en la U. S. Sassuolo Calcio de la Serie A de Italia.

## Vida personal
Nació en Schlieren, en la región de Zúrich, Suiza y sus padres son originarios de Rožaje, Montenegro. Tiene pasaporte kosovar, montenegrino y suizo.

## Trayectoria

### Inicios
Comenzó su carrera en las categorías inferiores de los clubes suizos S. C. Young Fellows Juventus, FC Zürich y Grasshoppers. En 2015 se unió a las categorías inferiores del Manchester City.

### Manchester City
El 27 de julio de 2017 fue traspasado al club inglés, firmando un contrato por tres años.

#### Préstamo al NAC Breda
El 31 de julio de 2018 se unió en calidad de préstamo al NAC Breda de la Eredivisie de los Países Bajos por toda la temporada. Debutó profesionalmente el 18 de agosto de 2018 en la victoria en casa por 3-0 ante el De Grassfschap como titular.

#### Regreso al Manchester City
El 22 de agosto de 2018 fue llamado de regreso al Manchester City para cubrir el equipo como el segundo arquero, debido a la lesión del portero Claudio Bravo. Su debut fue el 25 de septiembre en el partido de la tercera ronda de la Copa de la Liga 2018-19 contra el Oxford United.

#### Nuevas cesiones
El 9 de julio de 2019 el Nottingham Forest F. C. hizo oficial su incorporación como cedido por una temporada.
En septiembre de 2020 se incorporó al Girona F. C., entonces en la Segunda División de España, para disputar la temporada 2020-21. Disputó seis partidos con el conjunto gerundense y el 1 de febrero de 2021 se canceló la cesión y se marchó lo que quedaba de curso al Willem II. En agosto del mismo año fue prestado al Adana Demirspor.

### Burnley F. C.
El 22 de julio de 2022 se desvinculó del conjunto mancuniano después de ser traspasado al Burnley F. C. En su primera temporada ayudó al equipo a ascender a la Premier League, categoría en la que jugó diez partidos.
El 17 de julio de 2024 fichó por el Ipswich Town F. C. con el que firmó por cuatro años. En el primero de ellos disputó 19 partidos y el 13 de agosto de 2025 fue cedido a la U. S. Sassuolo Calcio que acababa de ascender a la Serie A italiana.

## Selección nacional

### Montenegro

#### Sub-21
El 5 de septiembre de 2017 debutó con la sub-21 de Montenegro en un partido amistoso frente a la selección sub-21 Bosnia y Herzegovina como titular. Luego de declarar sus intenciones de jugar por la selección absoluta de Montenegro, al no ser llamado por la federación optó por representar a Kosovo.

### Kosovo
Fue citado para representar a la selección de Kosovo el 9 de noviembre de 2018 para los encuentros por la Liga de las Naciones de la UEFA 2018-19 contra Malta y Azerbaiyán. Debutó el 20 de noviembre de 2018 contra Azerbaiyán como titular.

## Clubes
| Club                             | País         | Año       |
| -------------------------------- | ------------ | --------- |
| Manchester City F. C.            | Inglaterra   | 2017-2022 |
| NAC Breda (cedido)               | Países Bajos | 2018      |
| Nottingham Forest F. C. (cedido) | Inglaterra   | 2019-2020 |
| Girona F. C. (cedido)            | España       | 2020-2021 |
| Willem II (cedido)               | Países Bajos | 2021      |
| Adana Demirspor (cedido)         | Turquía      | 2021-2022 |
| Burnley F. C.                    | Inglaterra   | 2022-2024 |
| Ipswich Town F. C.               | Inglaterra   | 2024-     |
| U. S. Sassuolo Calcio (cedido)   | Italia       | 2025-     |

## Palmarés

### Campeonatos nacionales
| Título          | Club                  | País       | Año     |
| --------------- | --------------------- | ---------- | ------- |
| Copa de la Liga | Manchester City F. C. | Inglaterra | 2018-19 |
| Premier League  | Manchester City F. C. | Inglaterra | 2018-19 |
| FA Cup          | Manchester City F. C. | Inglaterra | 2018-19 |